# Philodicus ludens
Philodicus ludens là một loài ruồi trong họ Asilidae. Philodicus ludens được Wiedemann miêu tả năm 1828.